# Mittelsinn
Mittelsinn település Németországban, azon belül Bajorországban. Lakosainak száma 850 fő (2023. december 31.). Mittelsinn Forst Aura, Burgsinn és Obersinn községekkel határos.

## Népesség
A település népessége az elmúlt években az alábbi módon változott:
| Lakosok száma | 1130 | 1134 | 1014 | 947  | 834  | 804  | 847  | 820  | 811  | 850  |
|               | 1875 | 1950 | 1975 | 1987 | 2012 | 2014 | 2016 | 2017 | 2021 | 2023 |